# Hafei Saibao
O Hafei Saibao III, ou simplesmente Hafei Saibao, foi um sedã de quatro portas projetado pelo estúdio Pininfarina e produzido pela montadora chinesa Hafei. O modelo foi apresentado ao público em 2005, durante o Salão Internacional do Automóvel de Genebra.
Em 2006, a Hafei lançou uma versão mais sofisticada do Saibao, chamada Saibao V. Em algum momento, o modelo original foi então renomeado para Saibao III.
O Hafei Saibao serviu como base para o Coda EV, um veículo elétrico exportado para os Estados Unidos entre 2012 e 2013. Posteriormente, também foi comercializado no país sob o nome Coda/Mullen 700e, em 2015.

## Especificações
O Hafei Saibao III é movido por um motor a gasolina Mitsubishi Orion (4G18) de 1,6 litros (1.584 cc) produzindo 101 cv (75 kW; 102 cv) e está equipado com uma caixa manual de 5 velocidades.
- Ano de produção: 2006
- Marca: Hafei
- Modelo: Saibao
- Motor: 1.6i (101 cv)
- Tipo de corpo: Sedã
- Bateria: Íon lítio
- Portas: 4
- Assentos: 5